# AirPods
Los AirPods son auriculares Bluetooth lanzados por Apple en diciembre del 2016.
Además de reproducir música y responder llamadas, los AirPods tienen soporte para el asistente digital de Apple, Siri, y una interfaz de usuario física. Los AirPods Incluyen su propio Apple W1 SoC, cuyas funciones de conectividad adicionales requieren los dispositivos que manejan iOS 10, macOS Sierra, watchOS 3, o posteriores. Se sincronizan automáticamente a través del servicio Apple  iCloud, permitiendo a los usuarios intercambiar fuentes de audio a otros dispositivos conectados mediante el mismo Apple ID. También pueden funcionar como audífonos Bluetooth estándar al ser conectados a cualquier dispositivo que soporte Bluetooth 4.0 o superiores, incluyendo dispositivos de Android.

## Modelos

### Primera generación

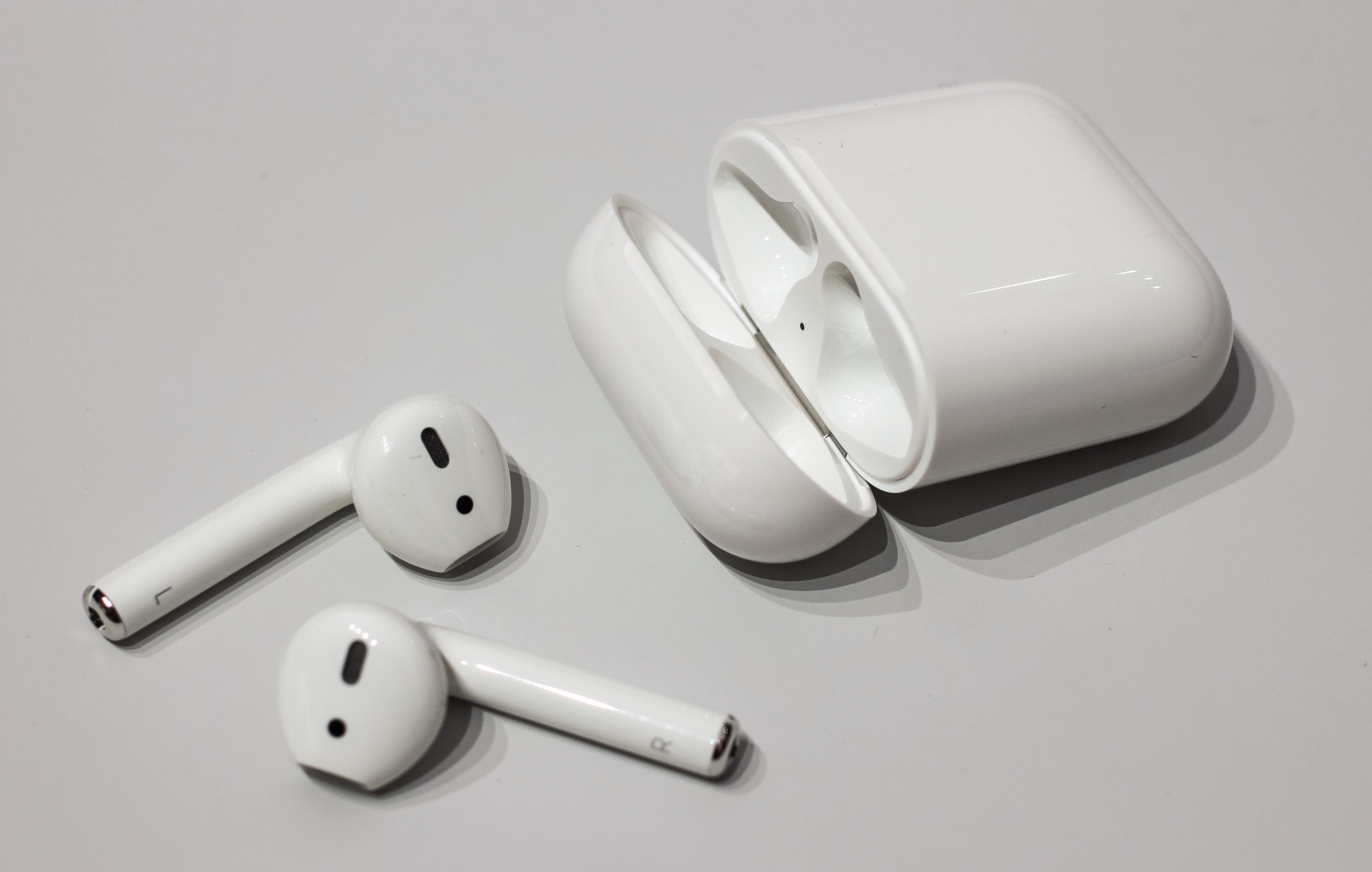
AirPods de primera generación

Apple presentó los AirPods de primera generación el 7 de septiembre de 2016, en un Evento Especial de Apple, junto con el iPhone 7 y el Apple Watch Series 2. Inicialmente, tenía previsto lanzar los AirPods a finales de octubre, pero postergó la fecha de lanzamiento. El 13 de diciembre de 2016, Apple comenzó a aceptar pedidos en línea para los AirPods. Estuvieron disponibles en las tiendas de Apple, revendedores autorizados de Apple y ciertos operadores el 20 de diciembre de 2016.
Los AirPods incluyen un procesador SoC Apple W1 patentado que optimiza el uso de la batería y las conexiones Bluetooth 4.2 y de audio. La conectividad avanzada del W1 requiere dispositivos que ejecuten iOS 10, macOS Sierra, watchOS 3 o versiones posteriores. También funcionan como auriculares Bluetooth estándar cuando se conectan a dispositivos con Bluetooth 4.0 o superior, incluyendo computadoras portátiles con Windows y dispositivos Android.
Cada AirPod tiene dos micrófonos, uno mirando hacia afuera a la altura de la oreja y otro en la parte inferior del tallo. Cada AirPod pesa 0,14 oz (4 g), y su estuche de carga pesa 1,34 oz (38,0 g). Los AirPods pueden funcionar durante aproximadamente cinco horas con una carga. Cargarlos durante quince minutos en el estuche proporciona tres horas de tiempo de reproducción. El estuche de carga brinda 24 horas de tiempo de uso en total. En un desmontaje completo, se descubrió que cada AirPod contiene una batería de 93 milivatios hora en su tallo, mientras que el estuche de carga contiene una batería de 1.52 vatios hora o 398 mAh a 3.81 V.
Los números de modelo de los AirPods de primera generación son A1523 y A1722. La producción de los AirPods de primera generación se interrumpió el 20 de marzo de 2019, tras el lanzamiento de la segunda generación.

### 2.ª generación
Apple presentó los AirPods de segunda generación el 20 de marzo de 2019. Mantiene el mismo diseño que la primera generación, pero con características actualizadas. Incluyen un procesador H1 que permite el uso de "Hey Siri" sin manos, conectividad Bluetooth 5. Apple también asegura un 50% más de tiempo de conversación y conexiones más rápidas con dispositivos. La función "Anunciar mensajes con Siri" se añadió en iOS 13.2, permitiendo al usuario dictar mensajes de texto a Siri.
Los AirPods de segunda generación se pueden adquirir con el mismo estuche de carga que la primera generación, o con un estuche de carga inalámbrica por un costo adicional, el cual es compatible con cargadores Qi. El estuche de carga inalámbrica se vende por separado y es compatible con los AirPods de primera generación. Este cambia la ubicación del indicador LED de carga al exterior del estuche. El estuche de carga inalámbrica fue inicialmente anunciado en septiembre de 2017 junto con la almohadilla de carga AirPower, pero se retrasó debido a su desarrollo prolongado y su posterior cancelación. Los AirPods de segunda generación continuaron a la venta con un descuento de precio tras el lanzamiento de la tercera generación en octubre de 2021, pero solo con el estuche de carga Lightning.
Los números de modelo para los AirPods de segunda generación son A2032 y A2031.

### 3.ª generación
Apple presentó los AirPods de tercera generación el 18 de octubre de 2021. Tienen un diseño externo renovado con tallos más cortos, similares a los AirPods Pro, y usan controles de presión similares. Incluyen soporte para audio espacial y Dolby Atmos, resistencia al agua IPX4, detección de piel y un estuche con carga MagSafe. Apple afirma una mayor duración de batería, con 6 horas para los AirPods y hasta 30 horas con el estuche. Las preventas comenzaron el 18 de octubre de 2021 y se lanzaron el 26 de octubre de 2021 con un precio de $179. En septiembre de 2022, Apple lanzó una versión por $169 con un estuche de carga sin compatibilidad MagSafe ni carga Qi.
Los números de modelo de los AirPods de 3.ª generación son A2565 y A2564.

## Especificaciones
Los AirPods presentan una serie de características que diferencian este producto de Apple de su competencia:

### Emparejamiento avanzado con Apple
Una característica interesante de los Airpods de Apple la encontramos en la configuración inicial y el apareamiento. Sólo hay que colocar la caja junto al iPhone, abrirla y los auriculares se conectan automáticamente. Si estás dentro del llamado "ecosistema Apple" y tienes más dispositivos de la marca, puedes aprovecharlo mediante iCloud, que permite que el resto de equipos de su cuenta, ya sea un iPad o un Mac, tengan el perfil de estos auriculares y es cuestión de un toque de dedos anunciarle que a partir de entonces vuelos utilizarlos con un equipo concreto.

### La calidad del sonido
Este producto de Apple proporciona un sonido AAC de alta calidad que también permite hablar por teléfono o utilizar a Siri, el asistente inteligente que aumenta la comodidad y la velocidad de las acciones que se toman con los dispositivos más recientes de la marca Apple. Aparte de eso, el doble micrófono con tecnología beamforming los AirPods encarga de filtrar el ruido de fondo para que éstos escuchen a un volumen alto y claro.

### El carácter inalámbrico y sus facilidades
Los AirPods se pueden configurar con un solo toque suave de dedos en cualquiera de los dos dispositivos. Utilizarlos es sencillo, ya que detectan cuando los estás utilizando y detienen la reproducción cuando el usuario se les quita. Son compatibles con iPhone, Apple Watch, iPad o Mac.

### Hardware
Apple incorporó su propio chip diseñado, el W1, a los  AirPods, el cual ayuda a optimizar el uso de batería y procesa la conexión Bluetooth así como el audio.
Hay dos micrófonos en cada AirPod: uno en nivel de oreja, y otro en el fondo de la raíz.
Cada AirPod pesa 0.14 oz (4 g) y su estuche de carga pesa 1.34 oz (38 g). Tiene una carga de aproximadamente cinco horas y el estuche de carga puede cargarlo por hasta 24 horas de uso. Durante un desmontaje, se encontró que cada AirPod contenía una batería de 93 milivatios / hora en su vástago, mientras que el estuche de carga contenía una batería de 1,52 vatios hora o 398 mAh a 3,81 voltios.

### Software
Los AirPods contienen un firmware actualizable. Su firmware original era 3.3.1. En febrero de 2017, Apple liberó el 3.5.1, y después el 3.7.2 en mayo del 2017.

## Estuche de carga
Los AirPods se venden con su estuche de carga correspondiente y para cargarlos sólo deben ser introducidos dentro de este. Para cargar el estuche se debe introducir el cable Lightning que viene incluido en la parte inferior del estuche y conectarlo a un puerto USB. No es necesario que los AirPods se encuentren dentro del estuche para poder cargarlo.
Este incluye en su interior una luz de estado que permite al usuario conocer el estado de carga de los Airpods (cuando estos se encuentran dentro del estuche) y del estuche (cuando los Airpods no se encuentran en el interior) a través de una pequeña luz. Si la luz es verde, la carga está completa y si es naranja no.

## Crítica
Una crítica de los AirPods es su alto precio. Sin embargo al momento de su lanzamiento, tenían un precio por debajo de la mayoría de audífonos inalámbricos en el mercado (Ej. Samsung Icon X y Bragi Dash) y siguen teniendo precios competitivos con productos similares de otras marcas importantes. Otra crítica es la tendencia a caerse del oído; sin embargo, las pruebas realizadas por Business Insider han demostrado que es poco probable que esto suceda durante el uso normal para la mayoría de los tipos de oídos.
Otra crítica prominente fue un problema que causó que la batería de la caja de carga se agotara a un ritmo rápido a pesar de que los AirPods no se estaban utilizando. Los usuarios reportaron más del 30% de descargas ociosas por día. Apple actualizó el firmware de los AirPods a 3.5.1, que abordaba los problemas de conectividad y agotamiento de la batería.